# A.B.C.
A.B.C. (tytuł oryginalny The ABC Murders) – powieść detektywistyczna brytyjskiej pisarki Agathy Christie wydana w 1936 roku.

## Opis fabuły
Tym razem Herkules Poirot musi położyć kres serii okrutnych morderstw dokonywanych alfabetycznie na terenie całej Anglii. Przy ofierze morderca zostawia zawsze rozkład jazdy pociągów, który ze względu na alfabetyczne ułożenie stacji nazywany jest „ABC”. Przed każdą zbrodnią morderca przysyła detektywowi kpiący list ze wskazówkami, mogącymi służyć do jego wytropienia. Poirot podejmuje wyzwanie. Dochodzi kolejno do czterech alfabetycznych zbrodni, których ofiarami padają:
- Alicja Ascher z Andover
- Betty Barnard z Bexhill
- Cecil Clarke z Churston
- Czwartą ofiara była przypadkowa osoba w uczęszczanym kinie w Dover – morderca zakładał, że w pobliżu znajdzie się ktoś o właściwych inicjałach i to on zostanie uznany za potencjalną ofiarę.

## Rozwiązanie
Gdy domniemany sprawca zbrodni zostaje aresztowany, Poirot spotyka się z nim. Choć tajemniczy morderca wcześniej wysyłał Poirotowi aroganckie listy, w których ironicznie wyzywał go, by ten spróbował go pojmać, podczas spotkania odkrywa, że aresztowany nie kojarzy jego nazwiska. Również wydaje się mało prawdopodobne, by Aleksander Cust – schorowany, nieśmiały, nieatrakcyjny człowiek – był w stanie uwieść kelnerkę Betty Barnard, jak uczynił to tajemniczy zabójca. Gdy dodatkowo okazuje się, że Cust ma alibi na czas jednego z zabójstw ABC, Poirot odkrywa właściwe motywy działania tajemniczego szaleńca. Odkrywa, że tak naprawdę jego celem musiało być jedno konkretne morderstwo, pozostałe zaś służyły jedynie do zachowania pozorów alfabetycznej gry. To naprowadza Poirota na trop Franklina Clarke’a, brata Cecila Clarke’a – ofiary spod litery C. Chciał on usunąć swojego brata, który mógł, mimo dość zaawansowanego wieku, powtórnie ożenić się, co oznaczałoby, że jego fortuna po jego śmierci zostanie odziedziczona przez żonę i ewentualnych potomków, nie przez brata. Morderca liczył na to, że jeśli wszystkie zbrodnie przypisze się działaniu szaleńca, najbliższe otoczenie ofiar będzie wolne od podejrzeń. Wybrał nawet kozła ofiarnego – rozchwianego emocjonalnie człowieka o nazwisku Aleksander Bonaparte Cust. Clarke wysyłał go w miejsca kolejno popełnianych przez siebie zbrodni, by po jakimś czasie policja wpadła na jego trop i powiesiła niewinnego człowieka tylko ze względu na jego chorobę oraz odpowiednie nazwisko (inicjały A.B.C). Kiedy Poirot publicznie wyjawia prawdę, Franklin sięga po pistolet, przykłada go sobie do głowy i naciska spust. Jednak przewidujący detektyw wynajął kieszonkowca, który wcześniej ukradkiem opróżnił magazynek, by bezwzględny morderca nie zaznał śmierci w tak łatwy sposób, lecz został sądownie skazany na szubienicę.